# Medalha Richard Kuhn
A Medalha Richard Kuhn (em alemão:  Richard-Kuhn-Medaille) foi denominada em memória de Richard Kuhn (1900–1967), laureado com o Nobel de Química. 
Esta condecoração foi patrocinada em 1968 pela BASF AG em Ludwigshafen am Rhein, concedida pela Sociedade Alemã de Química.
Em 2005 foi decidido pela direção da sociedade não mais conceder a medalha, devido às atitudes de Richard Kuhn durante o Nazismo, principalmente por causa de sua pesquisa irrefletida de gás venenoso e seu comportamento em relação a colegas judeus.

## Vencedores do prêmio
- 1968: Hans Georg Zachau (1930), Munique
- 1970: Kurt Wallenfels (1910–1995), Freiburg im Breisgau
- 1974: Hermann Schildknecht (1922–1996), Heidelberg
- 1978: Helmut Zahn (1916–2004), Aachen
- 1980: Burchard Franck (1926), Münster
- 1984: Lothar Jaenicke (1923–2015), Köln
- 1987: Robert Huber (1937), Martinsried
- 1990: Ernst Bayer (1927–2002), Tübingen
- 1992: Konrad Sandhoff (1939), Bonn
- 1995: Ekkehard Winterfeldt (1932–2014), Hannover
- 1998: Wolfgang Steglich (1933), Munique
- 2000: Fritz Eckstein (1932), Göttingen
- 2002: Alfred Wittinghofer (1943), Dortmund